# Cintruénigo
 Cintruénigo és un municipi de Navarra, a la comarca de Tudela, dins la merindad de Tudela.

## Demografia
| Evolució demogràfica                                   | Evolució demogràfica | Evolució demogràfica | Evolució demogràfica | Evolució demogràfica | Evolució demogràfica | Evolució demogràfica | Evolució demogràfica | Evolució demogràfica | Evolució demogràfica | Evolució demogràfica |
| 1996                                                   | 1998                 | 1999                 | 2000                 | 2001                 | 2002                 | 2003                 | 2004                 | 2005                 | 2006                 | 2007                 |
| ------------------------------------------------------ | -------------------- | -------------------- | -------------------- | -------------------- | -------------------- | -------------------- | -------------------- | -------------------- | -------------------- | -------------------- |
| 5 430                                                  | 5 475                | 5 589                | 5 694                | 6 020                | 6 190                | 6 349                | 6 527                | 6 725                | 6 783                | 6 837                |
| Fonts: Cintruénigo i Institut d'Estadística de Navarra |                      |                      |                      |                      |                      |                      |                      |                      |                      |                      |

## Administració
| Legislatura | Nom                          | Grup |
| ----------- | ---------------------------- | ---- |
| 2011 -      | Raquel Garbayo Berdonces     | UPN  |
| 2007 - 2011 | Adolfo Navascués             | PSN  |
| 1995 - 2007 | Faustino León Chivite        | UPN  |
| 1987 - 1995 | Carlos Chivite Cornago       | PSN  |
| 1985 - 1987 | Jose Luis Pérez Garbayo      |      |
| 1984 - 1985 | Cecilio Fernandez Rincón     |      |
| 1979 - 1984 | Daniel Martín Martinez       |      |
| 1976 - 1979 | Angel Chivite Moreno         |      |
| 1959 - 1976 | José Rincón Bea              |      |
| 1955 - 1959 | Emilio Marín Calavia         |      |
| 1939 - 1948 | Enrique Latillade Aisa       |      |
| 1936 - 1939 | Primitivo Igea Lauroba       |      |
| 1936 - 1936 | Jose Ortega Ucedo            |      |
| 1933 - 1936 | Faustino León Arroyo         |      |
| 1930 - 1933 | Victoriano Navascués Chivite |      |
| 1923 - 1927 | Leopoldo Sada Marín          |      |
| 1922 - 1923 | Victoriano Navascués Chivite |      |
| 1916 - 1920 | Serafín Garbayo Navascués    |      |
| 1906 - 1909 | Rafael Chivite Tainta        |      |
| 1904 - 1905 | Galo Rincón Pérez            |      |

## Personatges cèlebres
- Fernando Saénz Lacalle, eclesiàstic.
- Carlos Chivite Cornago (1956-2008), polític. Alcalde de Cintruénigo (1987 - 1995), secretari General del PSN-PSOE i Senador.
- Enrique Martinez, cuiner (restaurant Maher)
- Rafael Alvero, director general de FEECE,